# 魏文侯
魏文侯（？—前396年），安邑（今山西夏县）人。東周戰国時魏国開國君主。姬姓，魏氏，名斯（《史記·魏世家》記其名為都）。周貞定王二十四年（前445年）繼魏桓子位，周威烈王二年（前424年）稱侯改元，威烈王二十三年（前403年）与韓、趙兩家一起被周威烈王冊封為諸侯，是為三家分晉，周安王六年（前396年）卒。
魏文侯是魏桓子之子，魏国百年霸业的开创者。魏文侯在战国七雄中首先实行变法，改革政治，奖励耕战，兴修水利，发展封建经济，后来的秦孝公商鞅变法都是以魏国为蓝本的。
魏文侯被司馬遷在《史記·儒林列傳》中提到，被贊為“好学”。魏文侯經常向孔子的弟子子夏以及再傳弟子田子方、段干木等請教，頗精通儒家思想。
對於國勢而言，魏文侯曾經遷都到魏縣，試圖扭轉魏國的戰略地位，又拜法家的李悝為相，以“食有勞而禄有功，使有能而賞必行，罰必当”為原則實行變法。魏国經過變法国勢強盛，先後以樂羊為将败中山国，以吳起為将攻取秦国西河（今黄河与洛水間）五城。以西門豹為鄴令，以北門可為酸棗令，以翟璜為上卿，改革政治，興修水利，成為戰国初期的強国之首。

## 年代考訂

### 在位年代
《史記·魏世家》以周威烈王二年（前424年）為魏文侯元年，至周安王十五年（前387年），在位38年。
《史記索隱·晉世家》注引《紀年》「魏文侯初立在（晉）敬公六年」（「六」原作「十八」），《史記索隱·魏世家》注引《紀年》「文侯五十年卒」。據近人考訂晉敬公六年在前446年，隔年為元年，以此推算魏文侯年代在前445年–前396年，在位50年。
又一說《史記索隱·晉世家》注引《紀年》「魏文侯初立在（晉）敬公十八年」不誤，以晉敬公十八年（前434年）的隔年（即晉幽公元年，前433年）為魏文侯元年，至周安王六年（前396年），年數總計38年，合《史記·魏世家》記載魏文侯在位年數，分前十二年為未稱侯而後三十八年為稱侯改元。
又一說以晉敬公六年在前447年，隔年為元年，以此推算魏文侯年代在前446年–前397年，在位50年。

### 稱侯之年
《史記·周本紀》及《魏世家》以周威烈王二十三年（前403年）「命韓、魏、趙為諸侯」為稱侯之年。
《史記·楚世家》以楚簡王八年（前424年）「魏文侯、韓武子、趙桓子始列為諸侯」為稱侯之年。
陳夢家《西周年代考·六國紀年》考訂以晉敬公十八年（前434年）的隔年（晉幽公元年，前433年）為魏文侯稱侯之年。

## 生平
晉哀公六年（前446年），魏桓子死於這一年，由他的兒子魏斯繼任。以下便以文侯來稱呼他。

### 尊賢禮士
文侯深知要治國安邦就要任用賢人，他聽說子夏是孔子的學生，賢名於世，就親自前去拜他為師。子夏被魏文侯的誠意所感動，來到了魏國西河。子夏培養的學生是經世濟民之儒，他來到西河後，很多士人紛紛到西河學習，人們對西河都很嚮往，魏國因此學風濃厚，人才濟濟。文侯多次恭敬的向子夏請教經書和禮樂之事，子夏常向他傳授仁政愛民的為君之道，給他分析了古樂與今樂之別，並以樂喻道，勸其躬行堯舜之治，親賢臣，遠佞人，作為國君要謹慎自己的好惡。
文侯仰慕田子方的賢名，親自請到魏國來。有一次文侯與田子方飲宴，席間樂人奏鐘樂，文侯聽了就說：「鐘聲有點不協調，左邊鐘音較高。」田子方大笑，文侯問：「老師為什麼在笑？」田子方說：「君主不應該把心思才智用在這裡，應該專心致力於治理國家，現在君主如此善於欣賞音樂，臣就擔心君主闇於管理官吏。」文侯虛心的接受了田子方的意見。文侯之子魏擊常受教於田子方，曾將田子方所說的富貴者不得驕人的話告訴文侯，文侯感歎的說：「如果不在賢士身邊，哪裡能聽到這樣的金玉之言？」
段干木品德高尚，學識深湛。文侯想讓他做官他不應詔。文侯親自登門拜訪，他竟翻牆而走。文侯更加敬重他，每經過段干木居住的草房時，總要起身扶著車前的橫木以示敬意。
他的侍從問：「段干木不過一介草民，您何必如此呢？」文侯回答：「段干木是一位賢者，他在權勢面前不改變自己的節操，有君子之道。他雖隱居於貧窮的里巷，而賢名卻遠揚千里之外，我經過這裡怎敢不對他表示敬意呢？他因有德行而榮耀，我是因有土地而榮耀；他有的是義，我有的是財。地不如德，財不如義。這正是我應該學習、尊敬的人啊！」文侯再三求見，段干木才與他見面，文侯聽他談治國的大道理，站的很累也不敢坐著休息一下。
魏國人聽說後都很高興，互相歌頌說：「我們的國君愛好正直的人，對賢者很尊敬；我們的國君愛好忠信的人，對賢者的禮節很隆重。」
沒過多久，秦國想興兵攻打魏國，司馬庚向秦國國君進諫說：「段干木是位賢人，而且魏君禮賢下士，尊崇道德，天下沒有不知道的。像這樣的國家恐怕不是軍隊所能征服的吧？」秦國國君覺的有道理，於是立即撤兵，不去攻打魏國。

### 李悝為相
文侯任用李悝（李克）為相，主持變法。進行「盡地力之教」，實行「平糴法」，政治實行「食有勞而祿有功」、「使有能而賞必行」、「王者之政莫急於盜賊」等方式治理魏國，使魏國成為戰國初期的強國。並參考了各國律法編成盜法、賊法、囚法、捕法、雜法和具法六篇，名為《法經》。

### 魏始霸
韓、趙兩國發生戰爭，韓國派特使向魏國求兵，說：「希望貴國能借我國援軍攻打趙國。」文侯說：「寡人與趙侯情同手足兄弟，所以不敢借兵給貴國。」接著趙國又派特使到魏國求兵攻打韓國，文侯說：「寡人與韓侯情同手足兄弟，所以不敢借兵給貴國。」因此兩國都沒借到兵，特使很生氣的回國。不久兩國才發覺，文侯已經從中為他們調解，於是就分別到魏國朝貢。
宋朝司馬光加結語說：「魏國於是開始在三晉中強大起來，其他諸侯皆無法與他相爭。」

### 取河西
吳起聽說魏文侯賢明，便投靠了魏國。文侯問李克：「吳起是個怎麼樣的人？」李克回答：「吳起貪求功名又喜歡女色，但如果是帶兵打仗，就是穰苴也不能超過吳起。」於是文侯任吳起為大將，讓他率兵進攻秦國，奪取了五座城市。
吳起在四年之間(前409年─前406年)便占領了秦國洛河以東的領土(見河西之戰)，為魏國在西方擴大了疆土，於是文侯設置了河西郡，由吳起擔任郡守。

### 治鄴
文侯任命西門豹出任鄴縣的縣令，他向文侯請求辭去，文侯對他說：「賢卿還是去吧！一定能建立良好的政績，使賢卿揚名天下。」於是西門豹前往鄴地作縣令。西門豹一上任，就召見了當地的一些老人，得知漳水經常氾濫成災，而地方官吏更勾結女巫假借當地迷信，就是每年要為「河伯娶親」，每年都將一名少女投入水中，方能平息水患，以愚弄人民，搜刮財物。西門豹到任以後，揭穿了「河伯」也能結婚的鬼話，消滅了「三老」、「大巫」、「廷掾」等邪惡勢力，並動員人力開鑿漳水，建十二條渠道，以引漳水進入灌溉農田，使漳河由水害變為水利。

### 滅中山
文侯想要滅亡中山國，便希望趙國借路給魏國攻打中山國。趙獻子趙浣想拒絕文侯的要求，大臣趙刻得知，便勸說：「魏國攻打中山國，如果不能獲勝，必定消耗重大使國力衰弱。假如消滅了中山，因為我國位居中間，也無法長久保留中山的土地啊。」聽了這番話後，趙獻子終於答應借路給魏國。
此時翟璜的門客中有名叫樂羊，主動請纓攻打中山。翟璜瞭解樂羊是個將才，雖然他的兒子翟靖，死在樂舒的手中，樂舒是樂羊在在中山國為將的兒子。翟璜權衡再三下，也向文侯舉薦他說：「大王想謀取中山的話，臣推薦樂羊。」魏國文武群臣聽說此事後強烈反對，認為讓樂羊的兒子就在中山，樂羊帶兵一定會投降，翟璜以自己的身家性命擔保樂羊不會背叛。於是文侯拜樂羊為主將，與魏擊、吳起領兵進攻中山。
樂羊攻取中山，包圍中山，有三年之久，中山武公怒將樂舒殺死，煮成肉醬送給樂羊。樂羊坐在帳幕下面，把整杯肉醬都吃完了。文侯對睹師贊說：「樂羊因為我的緣故，吃了他兒子的肉。」睹師贊說：「連自己兒子的肉都能吃了，還有誰的肉不吃呢？」在文侯十九年(前406年)滅亡了中山國。
樂羊回國之後，對這次的功績免不了也有些驕橫的情緒。文侯知道了，就把樂羊叫到宮裏來，把那些毀謗他的信件交給他看，樂羊敢緊跪拜磕頭說：「這並不是臣的功勞，而是主君的功勞啊！」文侯獎賞他的功勞，把靈壽作為他的封邑，可是卻不再重用他了。

### 三家立侯
晉幽公十年（前424年），文侯自行稱侯，並以該年為文侯元年。
晉烈公十一年（前405年），齊國發生内亂。田會在廩丘（今山東鄄城縣）反叛，並向三晉求援。文侯任命翟角為主帥，帶領趙、韓兩國的軍隊，一路攻打到齊長城。齊國君主齊康公被聯軍所俘虜，與三晉之君主一起朝見周天子，齊康公並請求周天子冊封三晉為諸侯。
晉烈公十三年（前403年），九鼎聲響，周天子正式承認韓、趙、魏三家為諸侯，與晉侯並列，即由這一年正式進入戰國時代。宋代史學家司馬光撰寫《資治通鑑》，就從該年開始，記載的第一件事即是「初命晉大夫魏斯、趙籍、韓虔為諸侯」。
文侯二十九年（前396年），文侯病重，臨死前，召見吳起、西門豹、北門可等人，將太子魏擊托付給他們。文侯去世，由太子繼任為君主，是為魏武侯。

## 家庭
父親
- 魏桓子魏駒

兄弟
- 魏成子魏成（季成，魏文侯的弟弟。）

子女
- 魏頎（孺子頎，魏文侯的長子，《周馴》。）
- 魏武侯魏擊
- 中山君魏摯（魏文侯的小兒子）
- 公主姬傾，中山武公的生母。〔戰國策稱為公子傾（文侯之女，《中山策》章一），中國先秦時期，諸侯的女兒可以稱為公主或公子。〕
- 公主，公叔痤的妻子。
- 公主

## 註解
1. ↑  《史記·魏世家》本文記述「桓子之孫曰文侯都」；據《史記·魏世家》索隱引《世本》，魏文侯當為桓子之子。
2. ↑  颜师古在《汉书·地理志》中引文颖注云：「毕万封魏，今河东、河北县，后为秦逼，徙都今魏郡魏县」。南宋郑樵《通志·都邑略》言：「魏都魏地，迁于大梁。」
3. ↑  清人雷學淇、近人王國維考訂認為「十八」當為「六」之誤，二說見方詩齡《古本竹書紀年輯證》。
4. ↑  楊寬《戰國史料編年輯證》第142-144頁，台灣商務，2002。
5. ↑  陳夢家《西周年代考·六國紀年》。
6. ↑  錢穆《先秦諸子繫年》卷二〈晉出公以下世系年數考〉、〈魏文侯為魏桓子之子非孫其元年為周貞定王二十三年非周威烈王二年辦〉，第131-141頁，東大圖書，2008年2版。
7. 1 2 3  《資治通鑑》卷一。
8. ↑   魏文侯以卜子夏，田子方為師，每過段干木之盧必式，四方賢士多歸之。《資治通鑑》
9. ↑  《史記正義·魏世家》注引皇甫謐《高士傳》。
10. ↑  《史记·魏世家第十四》：秦尝欲伐魏，或曰：「魏君贤人是礼，国人称仁，上下和合，未可图也。」文侯由此得誉於诸侯。
11. ↑   

韓借師於魏以伐趙，文候曰 

寡人與趙兄弟也，不敢聞命。

趙借師於魏以伐韓，文侯應之亦然。二國皆怒而去。已而知文侯以講於己也，皆朝於魏，魏於是始大於三晉，諸侯莫能與之爭。

《資治通鑑》卷一。
12. ↑  《戰國策·趙策二》。
13. ↑  《韓非子·說林上》、《戰國策·魏策一》、《呂氏春秋·樂成篇》、《說苑·復恩篇》。
14. ↑  《史記·楚世家》。
15. ↑  《淮南子·人間篇》。

## 参見
- 魏国
- 李悝
- 三家分晉

| 前任： 赵无恤   | 晉國正卿 前425年－前403年       | 繼任： 無       |
| 前任： 父魏桓子 | 魏國第一代君主 前445年－前396年 | 繼任： 子魏武侯 |